# 裕国站
裕国站曾名沈阳西站，是ー个沈山线上的铁路车站，位于辽宁省沈阳市于洪区大兴街道，目前为特等站，邮政编码为110149。沈阳西站为路网性编组站，主要办理沈大、京哈、沈山、高新、沈吉及苏抚铁路直达、直通、区段、摘挂列车及沈阳铁路枢纽小运转列车的编组、解体任务，此外办理客货运业务。车站规模二级六场，上下行系统各设有到达场、编发场和直通场。

## 概要
建于1935年9月。为缓解沈阳铁路枢纽其他编组站的压力，铁道部于1954年决定在裕国新建沈阳西编组场，1958年10月1日开工，1962年停建:324。
1980年沈阳西编组站复工。1984年6月15日，裕国站改名为沈阳西站，为特等站。1984年7月1日，沈阳西站上行到达场开通使用。1984年11月23日，当时全国铁路最大、设备最先进的铁路编组场—沈阳西站双向二级四场半自动化驼峰编组场开通使用:324。该编组场东西长7公里，南北宽1公里，设计改编能力为12,000辆，比当时的苏家屯、沈阳编组站大一倍。同时建成的还有于虎铁路。1986年7月1日，车站升为特等站:71。
至1990年，车站规模已达二级六场。
2016年9月10日，车站名称由沈阳西站改为原名裕国站。